# Наум Кръстев
Наум Ламбрев Кръстев е български революционер, деец на Вътрешната македоно-одринска революционна организация и Върховния македоно-одрински комитет.

## Биография
Наум Кръстев е роден в 1873 година в костурското село Въмбел, тогава в Османската империя, днес в Гърция. Емигрира в Свободна България и се установява във Варна. В 1903 година се присъединява към четата на Върховния комитет, начело с полковник Анастас Янков, с която участва в Илинденско-Преображенското въстание в Мелнишко участва във всички сражения. Във въстанието загива брат му Цветко заедно с още 38 въмбелци и при опожаряването на селото изгаря цялото му имущество.
В 1904 година след общата амнистия се връща във Въмбел, но продължава да се занимава с революционна дейност. В 1907 година е арестуван при аферата след откриването на четата на Пандо Сидов и е държан 3 месеца в Костурския затвор, като е изтезаван. Става селски войвода на Въмбел. В началото на 1908 година след предателство при доставка на оръжие от Свободна България, отново е арестуван, затворен в Билища, където е изтезаван и по-късно прехвърлен в Костур. Освободен е след Младотурската революция от юли 1908 година.
През Балканската война се присъединява към Костурската съединена чета на Васил Чекаларов и Иван Попов.
След Първата световна война, поради тормоза от страна на гръцките власти, емигрира в Свободна България. Членува в Илинденската организация във Варна.
На 4 март 1943 година, като жител на Варна, подава молба за българска народна пенсия, която е одобрена и пенсията е отпусната от Министерския съвет на Царство България.